# Titanes (programa de televisión)
Titanes es un reality show peruano que fue emitido por Frecuencia Latina de lunes a viernes a las 6:00 p. m. Conducido por Vanessa Terkes, en el programa un grupo de doce participantes debían competir en distintas pruebas y a la vez convivir en una casa con cámaras vigilándolos las 24 horas del día a fin de no ser eliminados y poder ganar un premio al final de la temporada.
Contó con la participación activa de Tilsa Lozano como jueza, encargada también de la producción del programa. Según Aldo Miyashiro, entonces conductor del canal, Latina pagó 700 dólares por cada aparición diaria en su rol.

## Temporadas
La primera y única temporada inició el 17 de febrero de 2014 y terminó el 30 de abril de 2014. El equipo ganador fue los "Titanes de plata", conformado por Paco Bazán, Vania Bludau, David Villanueva, Maricris Rubio, Antonio Pavón, Fiorella Chirichigno, Berenice Rojas y Paula Ávila.

## Equipos
|                  | Participantes                                                                                          |
| ---------------- | --- |
| Titanes de oro   | - Miguel Arce - Fiorella Alzamora - Niko Ustavdich - Grasse Becerra - Diego Val - Giselle Patrón       |
| Titanes de plata | - Paco Bazán - Vania Bludau - Antonio Pavón - Fiorella Chirichigno - David Villanueva - Maricris Rubio |

- : Capitán

## Cancelación
Titanes inicialmente competía en el horario contra otros dos realities de competencia que eran Combate y Esto es Guerra, los cuáles en ese momento estaban en su apogeo televisivo, haciendo que tuviese poco rating (apenas 10,9 puntos).
El programa también fue acusado por él público de "falta de gracia y seriedad" lo que motivo que se redujera de dos horas de duración a una, habiendo además problemas en las transmisiones por fallas técnicas, también la relación entre Tilsa Lozano y Vanessa Terkes llegó a ser pésima mientras ambas conducían, registrándose peleas verbales detrás de cámaras.  Finalmente el programa fue cancelado por bajo rating tras sólo dos meses de emisión. Poco tiempo después Latina estreno otro reality, él cuál era una versión de Calle 7, el cual tampoco tuvo éxito y fue cancelado poco después.